# Tvornička prodaja
Tvornička prodaja (često se koriste engleske posuđenice outlet trgovine, Outlet Centar, outlet store outlet ili factory outlet) je izraz za maloprodajne trgovine u kojoj proizvođači izravno prodaju svoje proizvode u vlastitim trgovinama. 
Uglavnom se radi o poslovnicama u kojoj se prodaje 
- višak proizvoda (npr. iz protekle sezone),
- proizvode s greškama ili
- robu koja se više ne proizvodi

i to u glavnom po sniženim cijenama 
Koncepcija outlet centara nastala u 70. godinama u SADu. Na početku te vrste prodaje trgovine su bile izravno kod ili u sklopu tvornica ili skladišta. U Europi su prvi put korištene u Velikoj Britaniji, odakle su se proširila u Europu. Ovi shopping centri su izgrađeni u mjestima gdje su akumulira veliki broj ljudi primjerice uz autoceste, i obično daleko od urbanih područja (za razliku od robnih kuća i tradicionalnih trgovačkih centara, koja se nalaze u urbanim područjima). 
U outlet trgovinama uglavnom se prodaje nakit, parfemi, satovi, odjeća, obuća, sportski pribor... itd.

## Vanjske poveznice
- Outletcenter.hr  Arhivirana inačica izvorne stranice od 17. kolovoza 2009. (Wayback Machine)